# Klub Piłki Siatkowej Kobiet Stal Mielec 2011-2012
Questa voce raccoglie le informazioni riguardanti il Klub Piłki Siatkowej Kobiet Stal Mielec nelle competizioni ufficiali della stagione 2011-2012.

## Organigramma societario
Area direttiva
- Presidente: Marek Woszczyński

Area tecnica
- Allenatore: Jacek Wiśniewski

## Rosa
| N° | Nome               | Ruolo | Data di nascita   | Nazionalità sportiva |
| -- | ------------------ | ----- | ----------------- | -------------------- |
| 1  | Urszula Bejga      | C     | 11 gennaio 1989   | Polonia              |
| 2  | Marzena Wilczyńska | S     | 15 settembre 1984 | Polonia              |
| 3  | Sylwia Pycia       | C     | 20 aprile 1981    | Polonia              |
| 4  | Mariola Barszcz    | L     | 4 gennaio 1980    | Polonia              |
| 5  | Magdalena Sadowska | C     | 26 agosto 1979    | Polonia              |
| 6  | Marta Szymańska    | P     | 26 febbraio 1986  | Polonia              |
| 7  | Paulina Pająk      | S     | 13 giugno 1992    | Polonia              |
| 8  | Monika Malicka     | S     | 15 marzo 1993     | Polonia              |
| 9  | Kateřina Kočiová   | S     | 3 febbraio 1988   | Rep. Ceca            |
| 10 | Dorota Pykosz      | C     | 22 ottobre 1978   | Polonia              |
| 11 | Agata Wilk         | S     | 16 marzo 1986     | Polonia              |
| 13 | Paulina Szpak      | P     | 11 ottobre 1991   | Polonia              |
| 15 | Rita Liliom        | S/O   | 23 maggio 1986    | Ungheria             |
| 16 | Iwona Niedżwiecka  | C     | 4 maggio 1982     | Polonia              |